# Konstantinos Panorios

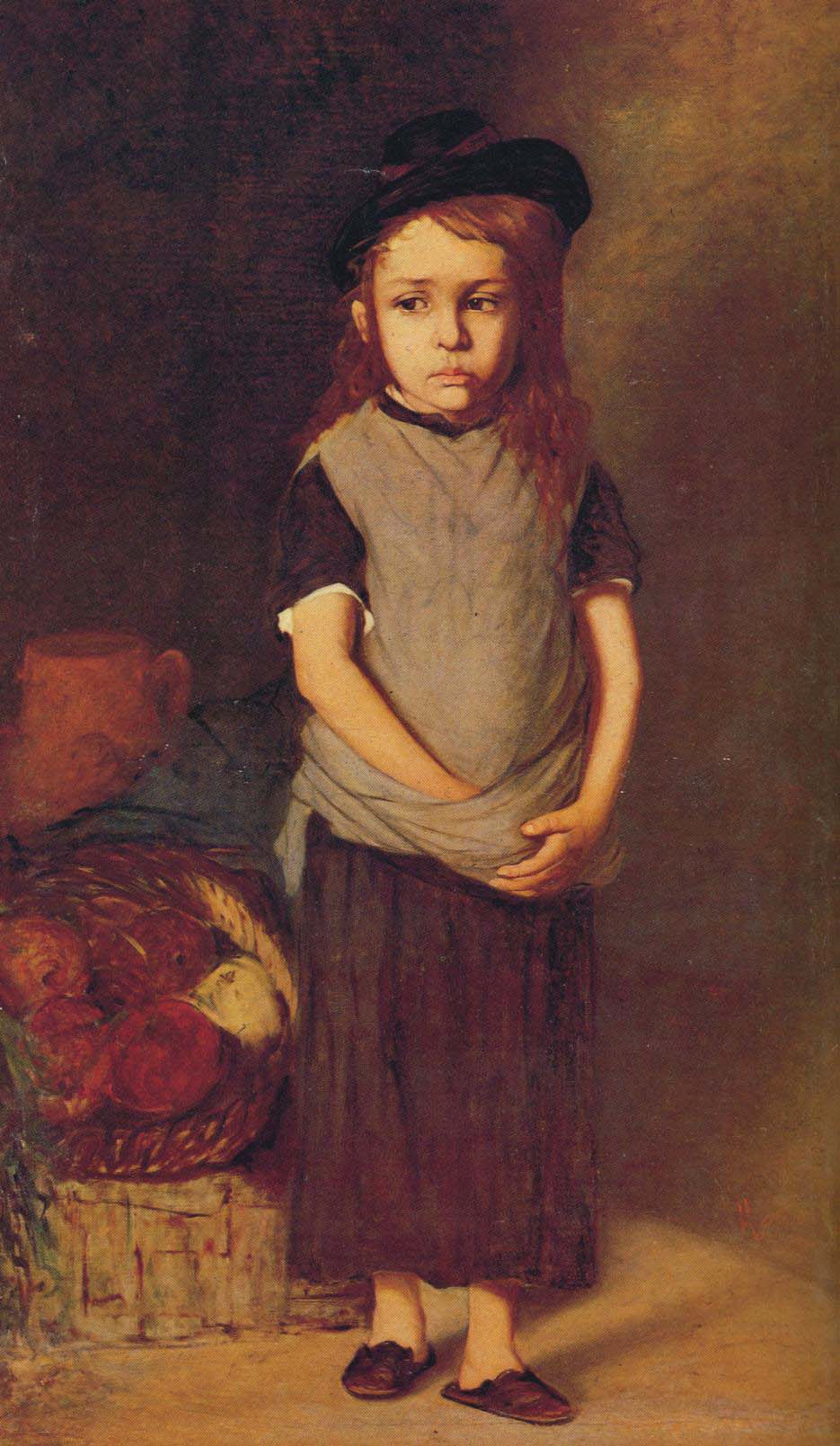
„Cosette“ von Konstantinos Panorios, 1888, Öl auf Leinwand, 140 × 80 cm, Nationalgalerie (Athen)

Konstantinos Panorios (griechisch Κωνσταντίνος Πανώριος; * 1857 in Sifnos; † 1892 in Korfu) war ein griechischer Maler.
Panorios studierte in Athen Malerei. Später setzte er sein Studium in München an der Akademie der Bildenden Künste fort. Im Jahre 1891 kehrte er nach Griechenland zurück. Zu diesem Zeitpunkt litt er bereits schwer an einer psychischen Erkrankung. Schwer gezeichnet zog er sich zunächst in das Dorf Kastros auf seiner Heimatinsel Sifnos zurück. Danach ging er nach Korfu, wo er 1892 starb.
Panorios war ein Maler der sogenannten Münchener Schule der griechischen Malerei. Seine Werke, insbesondere die Ganzkörperporträts, zeichnen sich durch ihre hohe Ausdruckskraft und Sensibilität aus.
| Personendaten    | Personendaten                       |
| ---------------- | ----------------------------------- |
| NAME             | Panorios, Konstantinos              |
| ALTERNATIVNAMEN  | Πανώριος, Κωνσταντίνος (griechisch) |
| KURZBESCHREIBUNG | griechischer Maler                  |
| GEBURTSDATUM     | 1857                                |
| GEBURTSORT       | Sifnos                              |
| STERBEDATUM      | 1892                                |
| STERBEORT        | Korfu                               |